# Liste der Biografien/Alp
Liste der Biografien |
Portal Biografien |
Personensuche
# |
A |
B |
C |
D |
E |
F |
G |
H |
I |
J |
K |
L |
M |
N |
O |
P |
Q |
R |
S |
T |
U |
V |
W |
X |
Y |
Z |
?
 
Aa |
Ab |
Ac |
Ad |
Ae |
Af |
Ag |
Ah |
Ai |
Aj |
Ak |
Al |
Am |
An |
Ao |
Ap |
Aq |
Ar |
As |
At |
Au |
Av |
Aw |
Ax |
Ay |
Az
 
Ala |
Alb |
Alc |
Ald |
Ale |
Alf |
Alg |
Alh |
Ali |
Alj |
Alk |
All |
Alm |
Aln |
Alo |
Alp |
Alq |
Alr |
Als |
Alt |
Alu |
Alv |
Alw |
Alx |
Aly |
Alz
Die Liste der Biografien führt alle Personen auf, die in der deutschsprachigen Wikipedia einen Artikel haben. Dieses ist eine Teilliste mit 134 Einträgen von Personen, deren Namen mit den Buchstaben „Alp“ beginnt.

## Alp
- Alp Arslan († 1072), Sultan der Seldschuken
- Alp Arslan (1097–1114), seldschukischer Herrscher von Aleppo
- Alp, Çetin (1947–2004), türkischer Sänger und Teilnehmer beim Eurovision Song Contest 1983
- Alp, Hivda Zizan (* 1993), türkische Schauspielerin
- Alp, Sedat (1913–2006), türkischer Vorderasiatischer Altertumswissenschaftler
- Alp, Zekeriya (* 1948), türkischer Fußballspieler
- Alp-Tigin, türkischstämmiger Militärführer
- Alp-Tigin, türkischer Militärsklave, begründete ein eigenes Reich

### Alpa
- Alpa Gun (* 1980), deutscher Rapper türkischer AbstammungAlpa Gun (* 1980)

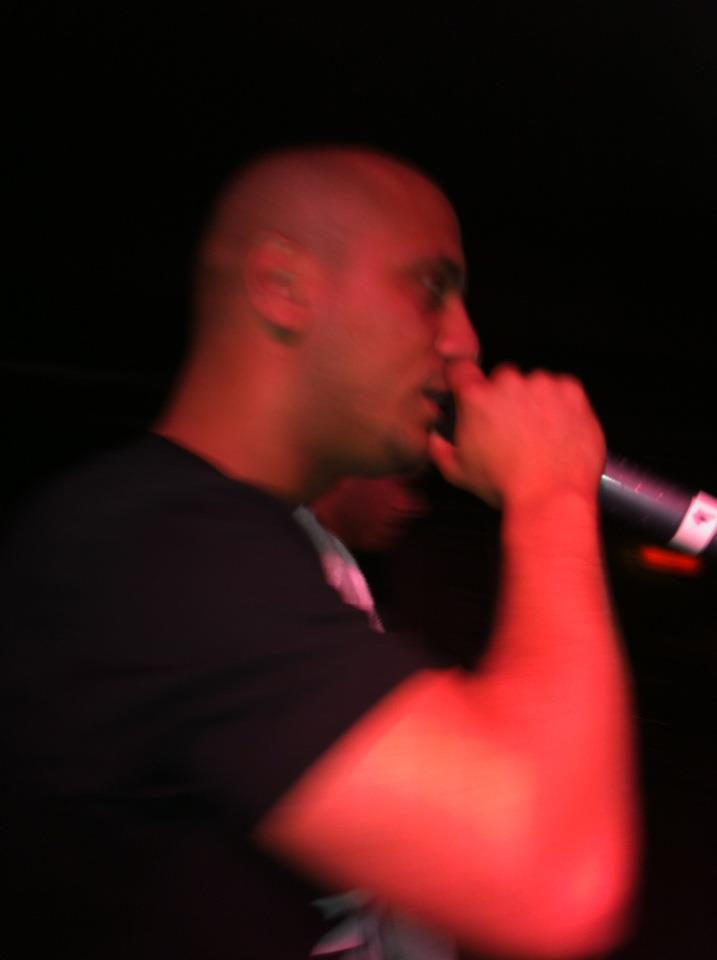
Alpa Gun (* 1980)

- Alpa, Guido (1947–2025), italienischer Rechtswissenschaftler
- Alpaerts, Flor (1876–1954), belgischer Dirigent und Komponist
- Alpais († 1211), Mystikerin und Rekluse
- Alpak, Taner (* 1967), türkischer Fußballspieler
- Alpan, Giray (1935–2002), türkischer Schauspieler
- Alpár, Gitta (1903–1991), ungarisch-amerikanische Opernsängerin, Schauspielerin und Tänzerin
- Alpár, Ignác (1855–1928), ungarischer Architekt
- Alpári, Gyula (1882–1944), ungarischer kommunistischer Publizist
- Alpaslan, Fatih (* 2000), türkischer Kugelstoßer
- Alpaslan, Tevfik (* 1926), türkischer Generalmajor der Luftstreitkräfte
- Alpaslan, Yaşar (1914–1995), türkischer Fußballspieler
- Alpatow, Michail Wladimirowitsch (1902–1986), russischer Kunsthistoriker
- Alpay, Fethi (* 1966), türkischer Generalmajor der Luftwaffe und Pilot
- Alpay, Şahin (* 1944), türkischer Kolumnist und Fernsehmoderator

### Alpe
- Alpejewa, Tamara (* 1949), belarussische Philosophin und Kulturwissenschaftlerin
- Alpen, Hugo (1842–1917), deutsch-australischer Komponist
- Alpen, Johann von (1630–1698), Generalvikar im Bistum Münster
- Alpen, Jutta von (1921–1989), deutsche Pianistin, Film- und Theaterschauspielerin
- Alpenburg, Johann Nepomuk von (1806–1873), österreichischer Autor und Mäzen
- Alpenheim, Ilse von (* 1927), österreichisch-schweizerische Pianistin
- Alper, Bud (1930–2012), US-amerikanischer Tonmeister
- Alper, Emin (* 1974), türkischer Filmregisseur und Drehbuchautor
- Alper, Kemal Burak (* 1988), türkischer Schauspieler
- Alper, Mehmet (* 1998), türkischer Fußballspieler
- Alper, Murray (1904–1984), US-amerikanischer Schauspieler
- Alper, Tikvah (1909–1995), südafrikanische Physikerin und Radiobiologin
- Alperin, Aron (1901–1988), Zeitungsherausgeber und Autor
- Alperin, Jonathan L. (* 1937), US-amerikanischer Mathematiker
- Alperin, Michail (1956–2018), sowjetischer Jazz-Pianist und Komponist
- Alperin, Roger (1947–2019), US-amerikanischer Mathematiker
- Alperin, Sharona, US-amerikanische Immobilienmaklerin
- Alpermann, Gerd (1905–2001), deutscher evangelischer Theologe und Genealoge
- Alpermann, Raphael (* 1960), deutscher Organist, Cembalist und Dirigent
- Alpern, Merry (* 1955), US-amerikanische Fotografin
- Alperovitch, Dmitri (* 1980), russischstämmiger US-amerikanischer Unternehmer und Experte für Computersicherheit
- Alperovitz, Gar (* 1936), US-amerikanischer Historiker
- Alpers, Agnes (* 1961), deutsche Politikerin (Die Linke), MdB
- Alpers, Edward (* 1941), US-amerikanischer Afrikahistoriker
- Alpers, Ferdinand (1842–1912), deutscher Lehrer, Botaniker, Autor, Sammler und Mäzen
- Alpers, Friedrich (1901–1944), deutscher Jurist, Politiker (NSDAP), SA- und SS-Mitglied
- Alpers, Georg junior (1860–1911), deutscher Fotograf, Drucker und Verleger von Ansichtskarten
- Alpers, Hans Joachim (1943–2011), deutscher Schriftsteller und Verleger
- Alpers, Hinrich (* 1981), deutscher Pianist
- Alpers, Klaus (1935–2022), deutscher Altphilologe
- Alpers, Ludwig (1866–1959), deutscher Politiker (DHP), MdR
- Alpers, Paul (1887–1968), deutscher Volkskundler, Gymnasiallehrer und Autor
- Alpers, Svetlana (* 1936), US-amerikanische Kunsthistorikerin und Hochschullehrerin
- Alpers, Werner (* 1936), deutscher Meeresforscher
- Alperson, Philip (* 1946), US-amerikanischer Philosoph
- Alpert von Metz, Geschichtsschreiber und Mönch
- Alpert, Craig, US-amerikanischer Filmeditor
- Alpert, Daniel (1917–2015), US-amerikanischer Physiker
- Alpert, Hansi (1932–2025), deutscher Fußballspieler
- Alpert, Herb (* 1935), US-amerikanischer Musiker und Schauspieler, Mitgründer von A&M RecordsHerb Alpert (* 1935)

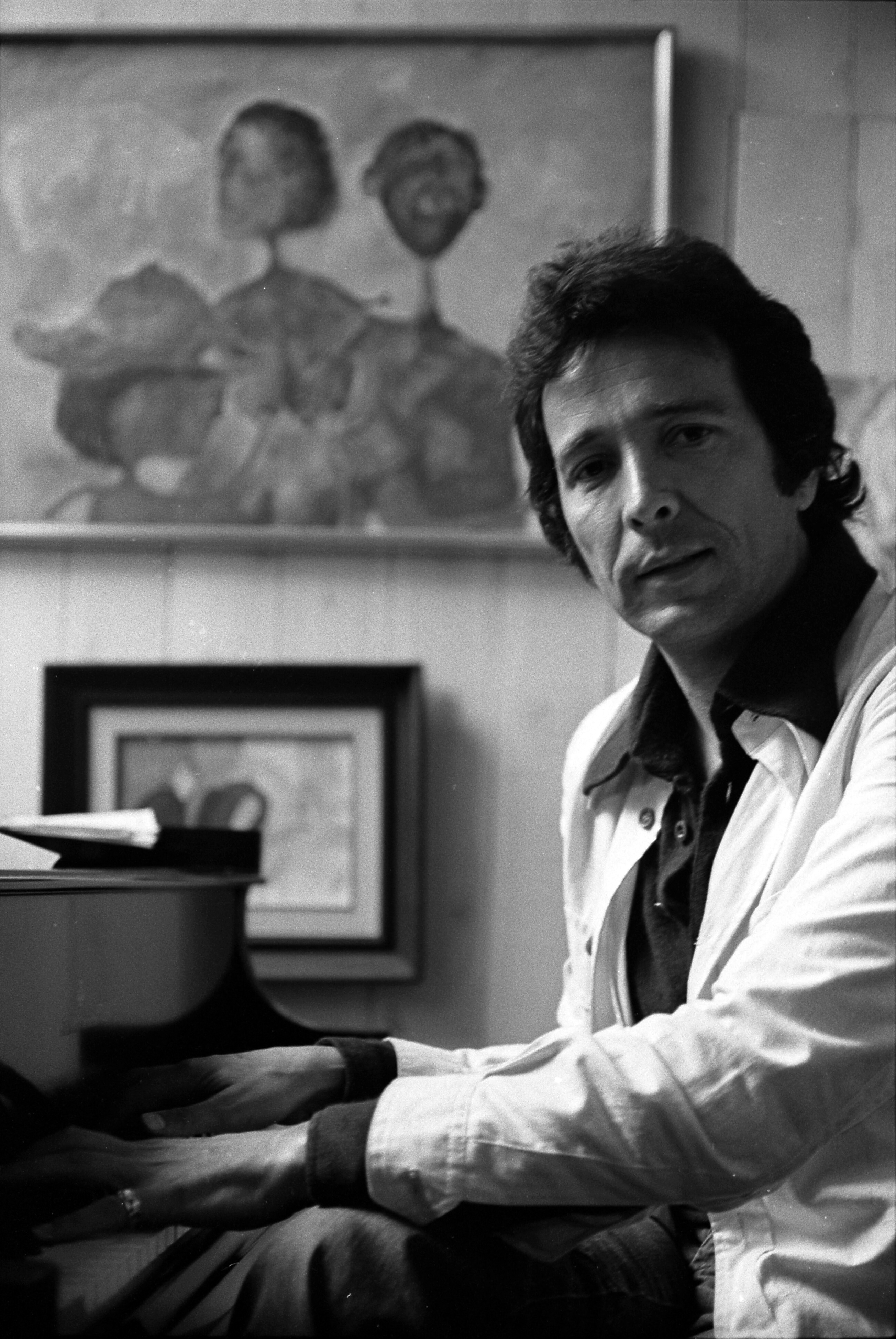
Herb Alpert (* 1935)

- Alpert, Hollis (1916–2007), US-amerikanischer Filmkritiker
- Alpert, Jon (* 1948), US-amerikanischer Journalist und Filmemacher
- Alpert, Lorenzo (* 1952), argentinischer Fagottist und Spezialist für Alte Musik
- Alpert, Max Wladimirowitsch (1899–1980), sowjetisch-russischer Fotojournalist
- Alpert, Michael (* 1954), US-amerikanischer Klezmersänger, Multiinstrumentalist, Tänzer und Komponist
- Alpert, Rebecca (* 1950), US-amerikanische Autorin und Rabbinerin
- Alpert, Trigger (1916–2013), US-amerikanischer Jazzmusiker (Bassist)
- Alperten, Jüri (1957–2020), estnischer Dirigent
- Alperyn, Graciela, argentinisch-deutsche Opern-, Konzert- und Liedersängerin mit der Stimmlage Mezzosopran

### Alph
- Alpha Blondy (* 1953), ivorischer Reggae-MusikerAlpha Blondy (* 1953)

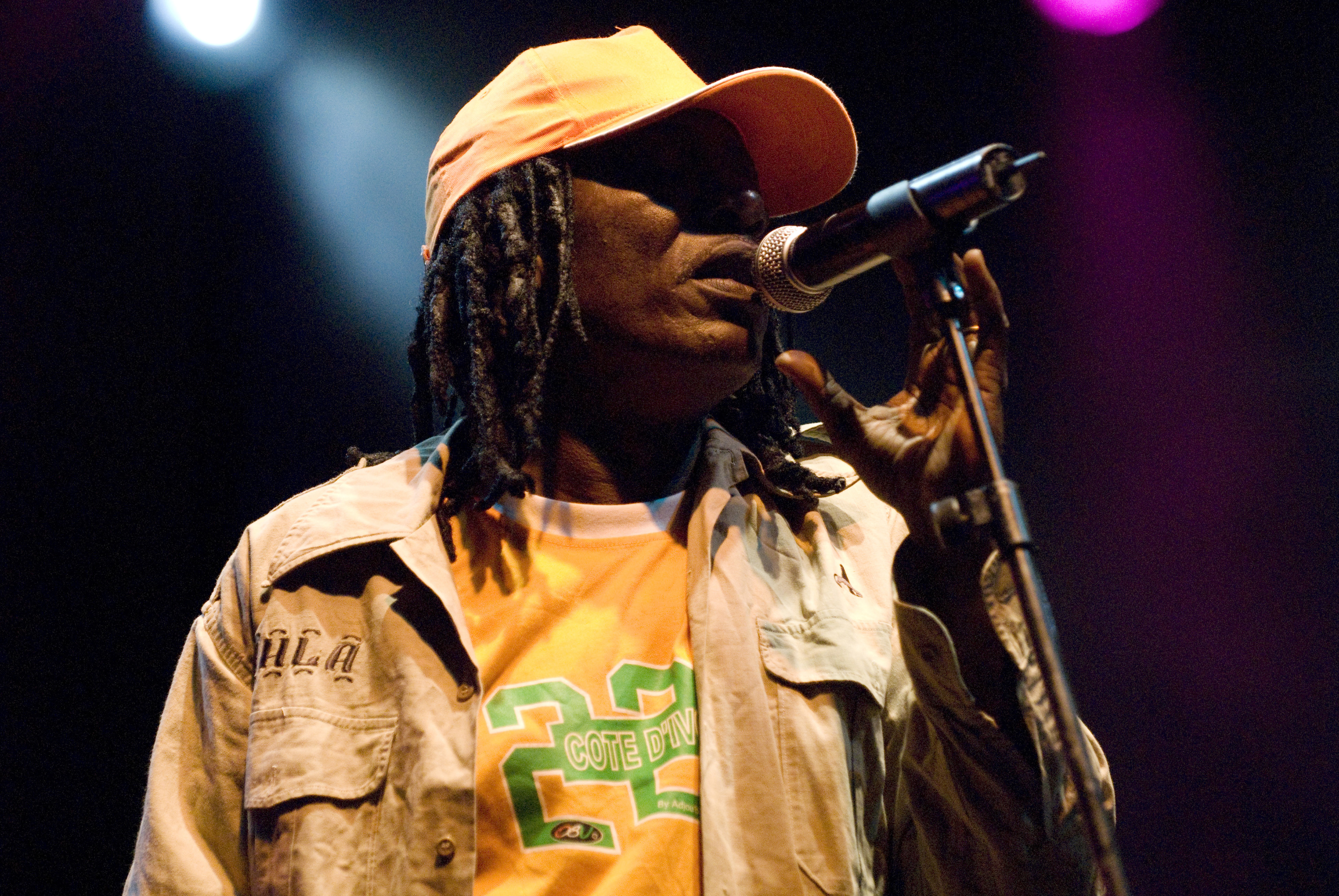
Alpha Blondy (* 1953)

- Alpha, Jenny (1910–2010), französische Schauspielerin und Sängerin
- Alphand, Charles Hervé (1879–1942), französischer Diplomat
- Alphand, Estelle (* 1995), französisch-schwedische Skirennläuferin
- Alphand, Hervé (1907–1994), französischer Diplomat
- Alphand, Jean-Charles (1817–1891), französischer Ingénieur
- Alphand, Luc (* 1965), französischer Skirennläufer und Motorsportler
- Alphand, Nils (* 1996), französischer Skirennläufer
- Alphand, Sam (* 1997), französischer Skirennläufer
- Alphandéry, Edmond (* 1943), französischer Politiker
- Alphen, Aniek van (* 1999), niederländische Radrennfahrerin
- Alphen, Hieronymus Simons van (1665–1742), deutscher reformierter Theologe
- Alphen, Petronella Cornelia van († 1833), niederländische Dichterin
- Alphen, Pieter Martinus van (1906–1967), niederländischer Physiker
- Alpher, Ralph (1921–2007), US-amerikanischer Physiker und Kosmologe
- Alphéran de Bussan, Paul (1684–1757), französischer römisch-katholischer Geistlicher und Bischof von Malta
- Alphidius, Alchemist
- Alphin, Nick, Tonmeister
- Alphius, Arrius, Freigelassener der Arria Fadilla, die Mutter des römischen Kaisers Antoninus Pius
- Alphons, Manuela (* 1946), österreichische Theater- und Fernsehschauspielerin
- Alphonse, Alexandre (* 1982), französischer Fußballspieler
- Alphonse, Mickaël (* 1989), französischer Fußballspieler
- Alphonse, Quesnel (* 1949), haitianischer Ordensgeistlicher und Bischof von Fort-Liberté
- Alphonsine (1829–1883), französische Schauspielerin
- Alphonso, Earl of Chester (1273–1284), Thronfolger des Königs Eduard I. von England
- Alphonso, Herbert (1930–2012), indischer Jesuitenpriester
- Alphonso, Roland (1931–1998), jamaikanischer Tenorsaxofonist
- Alphonsus Bonihominis, dominikanischer Mönch und Bischof von Marrakesch
- Alphonsus, Aniekeme (* 1999), nigerianische Sprinterin
- Alphonsus, João (1901–1944), brasilianischer Jurist, Journalist und Schriftsteller
- Alphonsus, Joy (* 1987), nigerianisch-österreichische Schauspielerin

### Alpi
- Alpi, Antonio, italienischer Tierschausteller und Besitzer eines indischen Elefantenpärchens
- Alpi, Ilaria (1961–1994), italienische Journalistin
- Alpi, Judith (1893–1983), chilenische Malerin
- Alpi, Roberto (* 1952), italienischer Schauspieler
- Alpiar, Harutiun (1864–1919), armenischer Journalist und humoristischer Schriftsteller
- Alpicus, antiker römischer Toreut
- Alpiger, Ella (* 1979), Schweizer Skirennfahrerin
- Alpiger, Karl (* 1961), Schweizer SkirennläuferKarl Alpiger (* 1961)

Karl Alpiger (* 1961)

- Alpiger, Nick (* 1996), Schweizer Schwinger
- Alpin, schottischer Geistlicher
- Alpín II., König von Dalriada
- Alpini, Prospero (1553–1616), italienischer Arzt und Botaniker
- Alpino, Francesco, italienischer Arzt

### Alpk
- Alpkaya, Bülent (* 1940), türkischer Admiral

### Alpm
- Alpman, Ahmet Nazif, türkischer Generalkonsul
- Alpman, Ayten (1931–2012), türkische Jazz- und Popsängerin

### Alpo
- Alport, Arthur Cecil (1880–1959), südafrikanischer Mediziner
- Alport, Cuthbert, Baron Alport (1912–1998), britischer Politiker, Mitglied des House of Commons
- Alport, Leo (1863–1935), deutscher Bankier und Industrieller
- Alport, Valerie (1874–1960), deutsche Kunstsammlerin und Mäzenin

### Alps
- Alpsancar, Suzana (* 1981), deutsche Philosophin
- Alpsatan, Çağlayan (* 1993), türkischer Fußballspieler
- Alpsoy, Harun (* 1997), schweizerisch-türkischer Fußballspieler
- Alpsteg, Léon (1928–2010), französischer Fußballspieler
- Alpsteg, René (1920–2001), französischer Fußballspieler
- Alpsten, Ellen (* 1971), deutsche Autorin

### Alpt
- Alptekin, Erkin (* 1939), chinesischer Politiker
- Alptekin, İsa Yusuf (1901–1995), uigurischer Politiker
- Alptemoçin, Ahmet Kurtcebe (* 1940), türkischer Maschinenbauingenieur, Politiker

### Alpu
- Alpuğan, Ünal (* 1973), deutsch-türkischer Fußballspieler

### Alpy
- Alpyağıl, Recep (* 1977), türkischer Philosophieprofessor und Schriftsteller